# Tomas Baranauskas
Tomas Baranauskas (Kaunas, 12 de septiembre de 1973) es un historiador lituano. Está especializado en historia antigua de Lituania, en los orígenes de Lituania y en los castillos de madera. Se han publicado 17 artículos suyos en publicaciones científicas, escribe para publicaciones generalistas y en portales de Internet artículos divulgativos sobre la historia de Lituania. Es autor del libro La formación del estado lituano.
Baranauskas pasó su juventud en Žeimelis y Anykščiai. En 1998, se graduó en la Facultad de Historia de la Universidad de Vilnius. Desde 1996 trabaja en el Instituto Lituano de Historia.
En mayo de 2000, se publicó La formación del estado lituano (Lietuvos valstybės ištakos), Baranauskas defiende que el Gran Ducado de Lituania se formó antes de lo que se acepta generalmente, es decir, antes del reinado de Mindaugas, la obra suscitó críticas académicas divergentes.
Desde el 22 de junio de 2000 Baranauskas elabora el mayor sitio en Internet acerca de la historia medieval de Lituania Medieval Lithuania, en lituano, inglés, ruso y otros idiomas. Desde marzo de 2003 también dirige el sitio web oficial del Instituto Lituano de Historia.

## Obras
- Lietuvos valstybės ištakos, Vilnius, 2000, 317 p. ISBN 5-415-01495-0. - Sumario: La formación del estado lituano.
- Vorutos pilis, Vilnius, 2001, 16 p. (junto con Gintautas Zabiela) ISBN 9986-23-087-X.
- Lietuvos istorijos kalendorius. 2002, Vilnius, 2001. ISBN 9986-34-086-1.
- Lietuvos istorijos bibliografija. 1998, Vilnius, 2005, 333 p. ISSN 1392-981X.
- Anykščių medinė pilis, Anykščiai, 2005, 16 p.